# Liste der senegalesischen Botschafter in der Schweiz
Die Liste der senegalesischen Botschafter in der Schweiz führt die senegalesischen Botschafter in der Schweiz auf.
Die Botschaft Senegals befand sich früher an der Monbijoustrasse 10 in Bern, seitdem befindet sie sich am Chemin de Joinville in Genf-Cointrin. Ein Generalkonsulat Senegals befindet sich in Freiburg im Üechtland (Place de la Gare 5), Honorarkonsulate in Lausanne, Muri bei Bern, Lugano und Zürich. Bis ungefähr 1967 war die senegalesische Botschaft in London, und von spätestens 1968 bis 1976 der senegalesische Botschafter in Bonn für die Schweiz zuständig.

## Botschafter
- Ab 1965: Léon Boissier-Palun (in London)
- Ab 1968: Gabriel d'Arboussier (in Bonn)
- Ab 1972: Jean-Alfred Diallo (in Bonn)
- Ab 1976: Amadou Cissé
- Ab 1978: Papa Guèye Ndiaye
- Ab 1980: Alioune Sene